# KA-SAT
KA-SATはユーテルサット社が保有する通信衛星。2010年12月にプロトンロケットで打ち上げられた。静止軌道からヨーロッパ、北アフリカ、中東などを中心にデジタル放送サービスを提供している。
ユーロバード9AKuバンド衛星と共に9°Eで運用される。製造はEADS アストリアムが行い、衛星バスとして同社のEurostar E3000を採用している。
KA-SATの名前は衛星のサービス周波数帯域であるKaバンドに由来する。計82本のKaバンド・トランスポンダを搭載して1秒間あたり約70ギガビットのデータ転送能力を持ち、2010年の打ち上げ時点において世界で最も強力な通信衛星である。

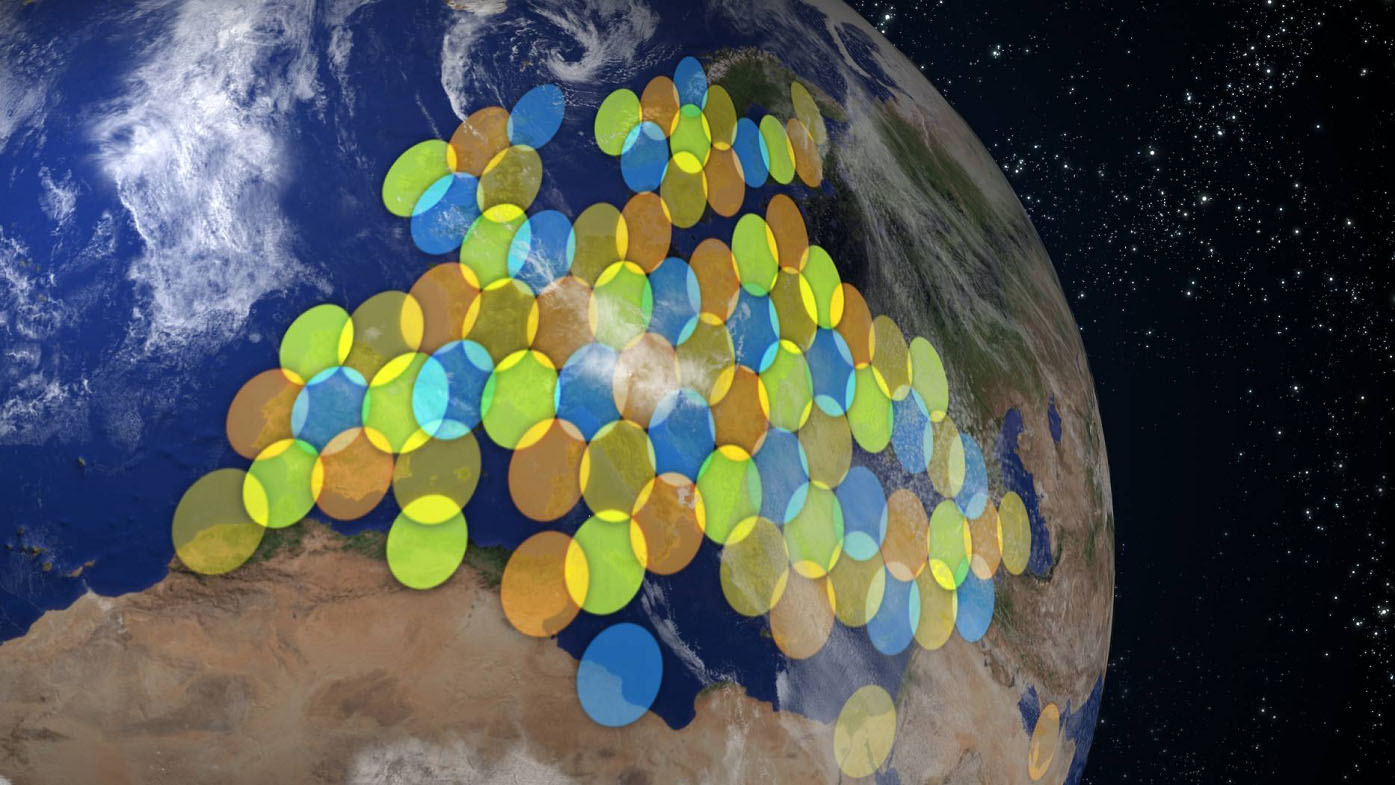
KA-SATのフットプリント

耐用年数は15年。